# 문 차일드 (2003년 영화)
《문 차일드》(MOON CHILD)는 2003년에 공개된 일본의 SF 영화이다.
Gackt의 원안 스토리를 영화화한 것이다.

## 출연

### 주연
- 하이도
- 각트

### 조연
- 왕리홍
- 야마모토 타로
- 테라지마 스스무
- 곽선
- 치하라 소이지
- 치하라 코지
- 요시